# Akgün Kaçmaz
Akgün Kaçmaz (* 19. Februar 1935 in Ankara; † vor oder am 12. November 2023) war ein türkischer Fußballspieler. Aufgrund seiner langjährigen Tätigkeit für Fenerbahçe Istanbul wird er mit diesem Verein assoziiert. Auf Fan- und Vereinsseiten wird er als ein bedeutender Spieler der Klubgeschichte aufgefasst. Darüber hinaus wird er als einer der Fußballpioniere seiner Heimatstadt Ankara angesehen. Mit der Türkischen Nationalmannschaft nahm er an der Weltmeisterschaft 1954 teil.

## Karriere

### Verein
Kaçmaz kam in der türkischen Hauptstadt Ankara auf die Welt und begann mit dem Fußballspielen auf der Straße. Während seiner Schulausbildung spielte er auch für diverse Schulmannschaften. Parallel zu seiner Schullaufbahn begann er beim Amateurverein Ankara Doğanspor auch seine Vereinskarriere. Für diesen Verein spielte er bis zum Sommer 1950 und wechselte zum damals in Ankara sehr populären Verein Hacettepe GK. Durch seine Tätigkeit bei Hacettepe erhielt er auch die Möglichkeit vor einem breiteren Publikum zu spielen. So fiel er den Verantwortlichen von Fenerbahçe Istanbul auf, die ihn dann zum Sommer 1951 an den Bosporus holten. Ausschlaggebend für diesen Wechsel war auch die Tatsache, dass Kaçmaz beabsichtigte in Istanbul ein Wirtschaftsgymnasium zu besuchen. Da er mit seinem Wechsel zu Fenerbahçe seine Absicht verwirklichen konnte, stimmte er zu.
Der zu den Blau-Gelben gewechselte eroberte sich auf Anhieb einen Stammplatz. Zu dieser Zeit existierte in der Türkei keine landesübergreifende professionelle Liga. Stattdessen existierten in den Ballungszentren wie Istanbul, Ankara und Izmir Regionale Ligen, wovon die İstanbul Profesyonel Ligi (dt.: Istanbuler Profiliga) als die renommierteste galt. Fenerbahçe spielte als Istanbuler Mannschaft in der Istanbuler Profiliga und zählte mit Galatasaray Istanbul und Beşiktaş Istanbul zu den drei stärksten Teams dieser Liga. Kaçmaz absolvierte in seinen ersten zwei Spielzeiten 31 der 32 möglichen Ligapartien. In der Spielzeit 1952/53 erreichte Kaçmaz mit seinem Verein die Meisterschaft der Liga und damit seinen ersten Titelgewinn auf Vereinsebene. Die nachfolgenden drei Spielzeiten spielte Kaçmaz bei Fenerbahçe nicht immer in der Startelf. Zum Sommer 1956 übernahm László Székely bei Fenerbahçe wieder das Traineramt. Jener Trainer unter dem Kaçmaz seine ersten beiden Spielzeiten bei Fenerbahçe gespielt hatte. Mit diesem Trainer spielte Kaçmaz wieder regelmäßig in der Stammelf. Seine Mannschaft konnte zum Saisonende nach vier Jahren wieder die Meisterschaft der Istanbuler Profiliga gewinnen. Trotz dieses Erfolges verließ Székely zum Saisonende den Verein und wurde durch seinen Landsmann Ignác Molnár ersetzt. Unter diesem Trainer kam Kaçmaz die erste Spielzeit über die Rolle eines Ergänzungsspielers nicht hinaus. So absolvierte er bis zum Saisonende lediglich fünf Ligaspiele. In der darauffolgenden Spielzeit erkämpfte sich Kaçmaz auch unter diesem Trainer einen Stammplatz. Zum Saisonende konnte man wieder die Meisterschaft der Istanbuler Profiliga gewinnen.
Ab Frühjahr 1959 nahm er mit Fenerbahçe an der neugegründeten und landesweit ausgelegten Millî Lig, mit heutigem Namen Süper Lig, teil. Die erste Spielzeit wurde von Februar 1959 bis zum Juni 1959 ausgespielt. Mit der errungenen Meisterschaft dieser Liga wurde Kaçmaz mit seinem Team erster Türkischer Meister. In der zweiten Spielzeit dieser Liga misslang die Titelverteidigung. So wurde man hinter Beşiktaş Istanbul Vizemeister. In Saison 1960/61 verlor Kaçmaz seinen Stammplatz und absolvierte lediglich drei Ligaspiele. Sein Team lieferte sich mit Galatasaray Istanbul über die gesamte Saison ein Kopf-an-Kopf-Rennen und wurde mit einem Punkt Vorsprung das zweite Mal Türkischer Meister.
Nachdem Kaçmaz in seiner letzten Spielzeit bei Fenerbahçe überwiegend auf der Ersatzbank saß und ihm vom Trainerstab auch ein Wechsel nahegelegt wurde, verhandelte er in der Sommertransferperiode 1961 mit mehreren Erstligavereinen. Am letzten Spieltag der Transferperiode wechselte er dann zum Stadt- und Ligakonkurrenten Karagümrük SK. Bei seinem neuen Verein erlebte er eine durchwachsene Saison. Obwohl er nicht immer in der Startelf spielte, absolvierte er 23 der möglichen 38 Ligaspiele.
Nach einer Spielzeit bei Karagümrük SK verhandelte Kaçmaz mit einigen Vereinen aus Deutschland. Kaçmaz spielte bereits vor drei Jahren mit dem Gedanken zu einem deutschen Verein zu wechseln, entschied sich aber in letzter Minute anders. Im Sommer 1962 verhandelte er mit dem 1961 in die Fußball-Oberliga Süd aufgestiegenen TSV Schwaben Augsburg und einigte sich über einen Wechsel. Bei seinem neuen Verein etablierte er sich auf Anhieb in der Stammelf und spielte die nächsten drei Spielzeiten für diesen Klub.
Zum Sommer 1965 kehrte Kaçmaz in seine Heimat zurück und heuerte beim Zweitligisten Bandırmaspor an. Nachdem er für diesen Klub einige Zeit tätig gewesen war, beendete er seine aktive Spielerkarriere.

### Nationalmannschaft
Kaçmaz Nationalmannschaftskarriere startete damit, dass er im Rahmen eines Testspiels am 8. Juni 1952 gegen die Spanische Nationalmannschaft in den Kader der türkischen Nationalmannschaft gewählt wurde. Während dieser Partie saß er auf der Ersatzbank und kam zu keinem Spieleinsatz. Er spielte im linken Mittelfeld und wurde als Ersatz für den auf dieser Position gesetzten Rober Eryol nominiert.
Etwa ein Jahr später wurde Kaçmaz anlässlich der UEFA-Juniorenturniers 1953 in den Kader der türkischen U-18-Nationalmannschaft gewählt. In diesem Turnier erreichte die türkische U-18 durch einen 3:2-Sieg über die spanische U-18 Nationalmannschaft den 3. Platz. Kaçmaz absolvierte während des Turniers vier Spiele und erzielte dabei ein Tor.
1953 wurde er für ein Testspiel in den Kader der zweiten Auswahl der türkischen Nationalmannschaft gewählt. Bei der Partie gegen die zweite Garde der Schweiz absolvierte Kaçmaz sein einziges Länderspiel für die Türkische A2-Nationalmannschaft.
Etwa einen Monat nach seinem Einsatz für die zweite Garde der Türkei erhielt er im Rahmen eines Freundschaft gegen die Jugoslawische Nationalmannschaft auch eine Nominierung für die reguläre türkischen Nationalmannschaft. In der Partie vom 5. Juni 1953 spielte er über die volle Spiellänge und absolvierte damit sein einziges Länderspiel.
Als nächste Länderspielnominierung wurde er in den Kader der Türkei für die Weltmeisterschaft 1954 berufen. Hier belegte man am Ende der Gruppenphase punktgleich mit der deutschen Auswahl den zweiten Tabellenplatz. Obwohl man das bessere Torverhältnis hatte, wurde nach der damaligen Regelung der Gruppenzweite durch ein Entscheidungsspiel zwischen diesen beiden Teams ermittelt. Diese Begegnung entschied Deutschland 7:2 für sich. Aufgrund der damals großen Konkurrenz im linken Mittelfeld mit Rober Eryol kam Kaçmaz während des Turniers zu keinem Spieleinsatz.

## Tod
Kaçmaz starb im November 2023 im Alter von 88 Jahren.

## Erfolge
- Mit Fenerbahçe Istanbul:
  - İstanbul Profesyonel Ligi (3): 1952/53, 1956/57, 1958/59,
  - Türkischer Meister (2): 1959, 1960/61

- Mit der Türkischen U-18-Nationalmannschaft
  - Dritter des UEFA-Juniorenturniers: 1953

- Mit der Türkischen Nationalmannschaft
  - Teilnahme an der :Weltmeisterschaft: 1954